# リク (キングダム ハーツ)
リク（Riku）は、スクウェア・エニックスのコンピュータゲーム『キングダム ハーツ シリーズ』に登場する架空のキャラクターである。名前の由来は「陸」からきている。
声優は日本版では宮野真守、嶋英治（BbS：幼少期）、北米版ではデヴィッド・ギャラガー、タイ・パニッツ（BbS：幼少期）が務める。

## 登場作品
- キングダム ハーツ（KH）
  - キングダム ハーツ ファイナル ミックス（KHFM）
- キングダム ハーツ チェイン オブ メモリーズ（COM）
  - キングダム ハーツ Re:チェイン オブ メモリーズ（Re:COM）
- キングダム ハーツII（KH2）
  - キングダム ハーツII ファイナル ミックス+（KH2FM）
- キングダム ハーツ 358/2 Days（358/2）
- キングダム ハーツ コーデッド（coded）
- キングダム ハーツ バース バイ スリープ（BbS）
  - キングダム ハーツ バース バイ スリープ ファイナル ミックス（BbSFM）
- キングダム ハーツ 3D ［ドリーム ドロップ ディスタンス］（KH3D）
- キングダム ハーツIII（KH3）
- キングダム ハーツ メロディ オブ メモリー（KHMoM）

## 設定
デスティニーアイランドという島に住む銀髪の少年。年齢の割にクールで逞しく、大人びたところがある。探究心が旺盛で、「外の世界」に強い憧れを持っている。同じ島に住むソラの親友であり、ライバルでもある。実はソラのキーブレードの正式な持ち主だった。
- 年齢 - 5歳（BbS）→15歳（KH、COM）→16歳（KH2、KH3）→17歳（KH3RM、MoM）
- 武器 - ソウルイーター（KH、COM、358/2、KH2）→ウェイトゥザドーン（358/2、KH2、KH3D、KH3）→ブレイブハート（KH3）

## 各シリーズでのリク

### キングダム ハーツ
デスティニーアイランドで、ソラやカイリたちと外の世界に憧れながら平和に暮らしていたリク。手作りのイカダで三人で海に漕ぎ出す計画を立てていたが、出発の前夜、リクは黄色フードの男に促されるがまま異世界へと繋がる扉を開いてしまう。結果として島は嵐に襲われ、世界ごと消滅してしまう。
闇に呑まれ、ホロウバスティオンという世界に到達したリクは、そこでマレフィセントに出会う。彼女に唆されたリクは、トラヴァースタウンで今まで自分より下だったソラがキーブレードに選ばれ、またカイリが心を失った状態でいる事も知らずにドナルド達と楽しく旅をしている事に腹を立て、彼女に「お前の事なんかどうでも良くなっているあんな子の事なんか忘れてしまえばいい」と言われるままに徐々に闇にとらわれ冷たく歪んだ性格になってしまう。カイリの心を取り戻すためにヴィランズの力を借りて旅をすることにしたリクは、モンストロでカイリを救うための生贄としてピノキオをさらい、ネバーランドではソラを捕らえてカイリを連れ去り、自分がさらったベルを追ってきたビーストを殺しかけるなど、光の勇者であるソラと何度も対峙してしまう。そしてマレフィセントに自分こそが真のキーブレード使いだったと聞かされ、ホロウバスティオンにやってきたソラからキーブレードを奪った。しかしこの頃のリクは、最初に比べて闇の力に依存するようになっており、そんなリクの心よりも友との絆を信じ、「つながる心が俺の力だ」と言い切ったソラの心の強さにキーブレードが反応し、最終的にソラの手に戻ってしまった。
ソラに敗れ、打ちのめされたリクは「闇の探求者」アンセムに言われるがまま闇に心を開いてしまい身体を乗っ取られてしまう。アンセムはリクの身体を利用して、全ての世界を永遠の闇で包もうとするが、リクはアンセムの支配から逃れ、ソラと協力して大いなる闇の扉を閉める。ソラにカイリを託して王様と共に闇の扉の内側に残るのであった。

### キングダム ハーツ チェイン オブ メモリーズ
リク編の主人公として登場。「機関」については、XIII機関参照。
闇の世界に残ったリクは、王様と離れ離れになってしまい、光と闇の狭間で目を覚ます。謎の声に導かれ、ソラよりも一足先に忘却の城という場所にたどり着いたリクは、記憶を具現化するというその城を進むが、彼の前に現れるのはハートレスやヴィランズばかり。それはリクの心に闇しか残っていないからだと指摘されてしまう。
また、自らとソラに迫る謎の「機関」や自身とそっくりなリク＝レプリカも現れ、しかもリクの心の中にはまだアンセムの心が残っていた。自らの中の闇に苦悩しながらも王様の励ましを受け、数々の敵との戦いを繰り広げつつ、リクは忘却の城の上層を目指す。そしてリクは戦いの中で己の中の闇をも味方につける道を見出した。
上層にたどり着いたリクはナミネと王様、ディズと名乗る謎の男に出会う。ナミネはリクにポッドの中で眠るソラを見せて、記憶と共に心の中に残るアンセムを永遠に封印する、と持ちかけるがリクは断り、ソラ達のことをナミネに頼み、自分の意思でアンセムと決着をつける事を選ぶ。王様が見守る中、リクは心の中に巣食うアンセムについに打ち勝つのであった。そしてディズに手渡された「狭間の者」の黒いコートを着て王様と共に城を後にする。ディズに光の道、闇の道どちらを選ぶかの問いに、リクはどちらでもなくその中間を選び、「俺は夜明けへの道を行く」と答えた。 
その後、ホロウバスティオンを歩いている途中、胸を抑えつけ片膝をついてしまったリク。彼の中にはまだアンセムの心が巣食っていたのである。王様は、大丈夫だと立ち上がったリクの背中を、心配そうな目で見続けていた。

### キングダム ハーツII
「存在しなかった世界」専門のパーティーメンバーであり、ラストバトルでは一時的にプレイヤーが操作できる場合がある。
アンセムの心に打ち勝ったリクだが、アンセムの心を自らの内に抱えていたという罪悪感と、自らの内に封じたアンセムの闇が大きくなっていることを感じ、自ら王様の下を離れてディズの下へと赴く。ソラを目覚めさせるため、彼に協力することを選んだ。
ソラの記憶を復活させるため、リクはソラのノーバディであるロクサスに勝負を挑む。一度は敗れたが、二度目の勝負で自らの内にあった闇の力を解放し、自らの身体をアンセムの姿とし、勝利を収めた。このときから、リクは自ら闇の住人となる決意をし、「アンセム」と名乗るようになる。その後、ディズによって記憶を改竄された上で、データ上のトワイライトタウンに送り込まれたロクサスを監視していた。
ディズと別れた後は 、一時的に闇の世界に入ったソラたちの前に現れ、次に進むワールドへのヒントとなるアイテムを残して去り、ザ・ランド・オブ・ドラゴンでソラと一戦交えて再び姿を消しているが、何れも彼は自分の正体を明かしていない（しかしソラはコートの男の武器がソウルイーターであったことや王宮での皇帝の話から、自分と戦ったコートの男がリクであると確信した。しかしドナルドとグーフィーはリクはXIII機関なのかと疑問を抱いた）。ザ・ランド・オブ・ドラゴンでは大型ハートレスが現れることを皇帝に伝えるため王宮を訪れており、その際シャン隊長を簡単に負かしている。また、XIII機関のメンバーであるサイクスを知っていたことから、XIII機関とも接触していたと考えられるが、ロクサスがソラと同化してから、存在しなかった世界で再びソラと出会うまでのリクの行動は現在の時点では謎に包まれている（ノーバディに襲われていたカイリとプルートには闇の回廊を開きトワイライトタウンへ導くなど、ソラやカイリを助けるような行動が多い。また、『KH2FM』では一度トワイライトタウンでナミネと共にアクセルと接触しており、小説版ではその後もアクセル、ナミネと共にソラの行動を陰ながら見守っていた描写が見られる）。
存在しなかった城でソラと再会するも、アンセムの姿で対面する事を拒み、その場を後にしようとするが、カイリに止められてソラに自分の正体を知られる事となった。それでもソラは「どんな姿でもリクだ」とリクの事を受け入れ、再会を喜んだ。
リクの身体を乗っ取っていた闇の探求者は、実は本物の賢者アンセムの弟子、ゼアノートであった。賢者アンセムは、XIII機関の作り出した大いなる心「キングダムハーツ」をデータ化し、分解しようと試みるが、機械が暴走し爆発。その時の衝撃で、リクの身体は元の姿に戻った。そしてリクは、ソラと共にゼアノートのノーバディであり、XIII機関のリーダーでもあるゼムナスとの戦いに挑む。元に戻ったときの容姿は身長と髪が伸びていた。
ゼムナスとの決着を一度つけた後、今までの行いに対する罪悪感から故郷に帰ることを躊躇するが、ソラに説得されて闇の回廊を開こうとする。だが、闇の住人でなくなったリクにはもう闇の回廊を開く事は出来ず（これはアンセムの機械の爆発で元の姿になったと同時に、ゼアノートのハートレスがリクの心から離れたと思われるため）、途方にくれたが、ナミネが姿を現して闇の回廊を開き、王様達は回廊を通って城から脱出する。ロクサスとナミネがソラとカイリと同化を果たすのを見届けて帰ろうとした時ゼムナスが突如復活し、世界全体が揺れ始め回廊が閉じてしまう。ソラとともに取り残されてしまったリクはゼムナスに決戦を挑み、負傷しながらもついにゼムナスに打ち勝つ。
力尽きたリクは故郷に帰ることを諦めかけるが、ソラに叱咤され支えられて世界をさまようことに。そのうちに黒い海の広がる闇の世界に迷い込んでしまい、もう帰る術も無いことを悟ったリクは不思議と穏やかな表情でこの世界に溶け込む事を受け入れ、ソラもそれに賛同した。波打ち際でソラと今まで秘めてきた心境を打ち明けあった時、カイリの手紙を見つけたリクはそれをソラに渡す。その直後、「光への扉」が現われソラと共に闇の世界を脱出する。故郷デスティニーアイランドの浜辺にたどり着いた二人は王様達とカイリについに再会する事が出来た。

### キングダム ハーツ 358/2 Days
『KH2』で語られたとおり最初から王様から離れディズの下にいる。ストーリー中盤において偽機関員として機関内でも話題になりはじめ、ビーストキャッスルでシオンとの一騎討ちに圧勝し遂に姿を晒す。その後は機関を出奔したシオンと共に度々ストーリーに絡んでくるようになり、最後は「KH2」で描かれた通り「存在しなかった世界」の記憶の摩天楼で、本編最後の敵としてロクサスの前に立ち塞がる。彼の全ての行動はソラの眠りを妨げさせない為、そしてソラの記憶を完全に元に戻すという姿勢で一貫している。初登場時の段階では既に目隠しをしており、ロクサスとの戦いを決心した際には、ゼアノートのハートレスの姿で王様に会っているが目隠しをすると元の姿に戻るなど闇を克服する方法は会得していた様子。この時、王様に自分が敗れた場合はソラを導くように頼んでいる。
シオンを打ちのめし素顔を確認したときは動揺するがすぐに事情を理解したのか「偽物」と言い放つ。しかしシオンにノーバディでもないのに黒いコートを羽織り機関員を装うリクこそが偽物と言われた際には、自嘲気味に「自分こそが『存在しない者』かもしれない」と言い残し去っていった。この出会いはシオンに決定的な敗北感を植え付けると同時にストーリーを加速させる場面となった。機関を抜けたはいいが己の素性の事実とこれからの道を迷っていたシオンに対し、かつての自分の行いが招いてしまった過ちから得た教訓で迷いを諭すなど精神的に大きく成長している姿が描かれている。
シオンには隠された事情（詳しくはシオンの項目を参照）があり、最終的に彼女に関わる記憶は全て消えていたが、摩天楼での戦いでロクサスから投げられた「過ぎ去りし思い出」を受け止めた際、そこにシオンの意思が混ざっていたために、彼女の記憶と名前を思い出し混乱していた。また、闇の力を解放する際にはソラの為だけでなくシオンの願いの為にも開放した事が明かされた。
尚、ストーリー中にリクがデスティニーアイランドへ里帰りしていた事も明らかになった。
ストーリーを進めるとミッションモードでリクが使用可能になる。また、ストーリークリア後に入手できる「ゼロギア」を付けると武器がソウルイーターからウェイトゥザドーンへ変わる演出がある。ミッションモードで最終ステージを選択するとリクの代わりに「アンチリク」という全身が黒いリクが登場する。

### キングダム ハーツ コーデッド
データ世界のリクが登場する。王様達がジミニーメモに残された謎のメッセージをデータ世界の「ソラ」と共に解読していく中、狭間の者のコートをまとい登場する。メモのデータを調べる中で、バラバラになったデータがバグのせいで完全な状態に戻す事が出来なかったため、記録を保管する器としてソラと同様にデータ世界に存在する彼が選ばれた。そのため今回現れた「リク」は、いわば「ジミニーメモそのもの」とも言うべき存在であり、ソラよりもデータ世界に直接介入することが出来る。たびたびメモに記されていなかった過去の出来事がモニターに映し出されていたのは、彼がデータの中に眠る記録をより深く探り出し、それがそのまま映像として映し出されていたためである。また王様達の前に謎の影響が出ていたのも、リクがデータ世界を完全な状態に戻すために王様達をデータ世界に取り込んだために、直接影響が現れていたためである。序盤ではフードをかぶり素顔を見せずに謎めいた行動を多く見せていたが、解析作業を進めていく中で、ソラと王様達の前に現れ、正体を明かして真実を告げた。そしてマレフィセント達のハッキングによりデータ世界と現実世界が遮断されたため、王様達を元の世界に戻すためにもソラ達に直接協力する事となった。
シークレットエンディングではソラと共にキーブレードマスター承認試験を受ける事になった。

### キングダム ハーツ バース バイ スリープ
『KH』よりも数年前の話なので、ソラと共に子供時代の姿で登場。自分自身の光に導かれてキーブレード使いのテラと出会い、自分が外の世界に行きたい理由を教えた。テラは彼が後のキーブレードの勇者だと見て、キーブレード継承の儀式を行った。これがリクがキーブレードを使える理由である。また、後にアクアがこの島を訪れ、彼女に名前を教えている。ラストエピソードでは、世界のどこかで悲しんでいる誰かのために、心の中で話すことをソラに提案し、間接的にヴェントゥスの心を救った。シークレットエンディングでは、『KH2』のリクが登場した。

### キングダム ハーツ ドリーム ドロップ ディスタンス
主人公の一人として登場。KH2時に比べ髪が短くなっており、性格も以前より丸くなっている。ミッキーとイェン・シッドの招集により、ソラと共に不思議な塔へ来たリクは、来たるべきゼアノートとの決戦に備えてソラと二人でマスター承認試験を受ける事となり、イェン・シッドの導きにより過去の「デスティニーアイランド」に向かい、世界が闇に飲まれる瞬間に「眠りに閉ざされた世界」へと降り立った。しかし、その直前にローブの男（闇の探究者アンセム）の姿を見かけており、「眠りに閉ざされた世界」に着いた時にはソラと離れ離れになっており、服装も変わっていた。更には謎の黒ローブの青年（若かりし頃のマスター・ゼアノート）たちの干渉も受けるようになり、それでもソラに会えることを信じながら世界の鍵穴を解放していった。
しかし、7つの鍵穴を解放しても元の世界には戻れず、何故か眠りについていない筈の「存在しなかった世界」に辿り着く。疑問に思いつつも先に進んで行くと、悪夢に捕らわれたソラの姿を見つける。必死にソラに呼びかけるも目覚める気配はなく、逆にソラの悪夢から湧き出た闇に飲まれてしまい、その闇の中で闇の探究者アンセムと再会する。アンセムの闇へのいざないに対し、リクは闇を抱えた自分がキーブレードを持つのに相応しいのか確かめる為に試験を受けようとしたこと、そしてその答えを見つけた上でソラを助ける為に「闇を食らい光に溶かす」存在となる決意を語り、アンセムと対峙する。
実は「デスティニーアイランド」から「眠りに閉ざされた世界」に入り込む寸前に、ローブの男（闇の探究者アンセム）の姿を見かけたリクは、異変を察知して無意識のうちにソラの心にダイブしていた。つまりリクが冒険していた世界は「眠りに閉ざされた世界を冒険するソラの夢の世界」であり、リクはソラを悪夢から守るドリームイーターの役割を担っていたのだった（リクの服に印されている模様はドリームイーターの印）。またゼアノートたちの真の目的は13人の闇の探究者を集める為に器を確保することであり、当初はリクが目をつけられていたが、リクは闇に対する完全な耐性を持っていた為、ソラに標的を変更していた。
アンセムを打ち倒したリクは現実世界の「存在しなかった世界」に戻るが、イェン・シッドのいる不思議な塔へ戻っていなかった為、元の姿にはまだ戻っていなかった。ドリームイーターの導きでソラのもとに辿り着いたリクは、合流してきたミッキーと共に捕らわれたソラを救出しようとするも、様々な時代から分離し現在に集まってきたゼアノートたちに妨害され、復活したマスター・ゼアノートにソラの体にゼアノートの心を植え付けられそうになる。しかし寸でのところでリア（アクセル）の救出が間に合い、ソラの救出に成功した。
その後「不思議の塔」に戻ったリクは、未だ目覚めないソラの心を救うために「眠りに閉ざされた世界」で身に着けた眠りの鍵穴を解放する力を使い、ソラの心にダイブしてソラの心を救った。その後ソラの心に隠されていた賢者アンセムのデータにて賢者アンセムと再会し、データを手に元の世界に戻っていった。
そしてイェン・シッドからキーブレード・マスターとして承認され、リクはゼアノートたちとの来るべき戦いに備えて動き始める。その中でイェン・シッドの命令を受けて「不思議の塔」に連れて来たのは、キーブレードを扱うことができるカイリだった。

### キングダム ハーツIII
イェン・シッドの命により王様と共に闇の世界にてアクアの行方を捜していたが、闇の海岸で襲って来たハートレスと交戦した際にキーブレードが折れてしまう。王様と協力して何とか退けた後、彼の提案で一度光の世界に戻ることになり、その際にいずれここにやって来るもう一人の自分の為に折れたキーブレードを残した。新たなキーブレードを手に入れて再び王様と共に闇の世界の海岸を訪れた際に闇にのまれたアクアと交戦し、追いつめられるも、二人を心配し闇の世界にやって来たソラに救われる。その後、不思議な塔に集結した仲間と共に最終決戦に挑むことになる。
キーブレード墓場では闇の勢力の奇襲によって仲間達が倒れゆく中、「一人じゃダメなんだ」と絶望したソラに「俺は信じてる お前は絶対に諦めない」と告げ、ソラを守るようにデビルズウェーブの前に立ちはだかるもそのまま呑まれてしまう。しかし終わりの世界を経て戻ってきたソラによって解放され、時間遡行後はアンセム、シグバール、リク=レプリカと交戦していた。その際に、敵対しているリク=レプリカが過去の自分ではなくダーク・リクの心が入れられている事を知る。自身の中に宿っていた本来のリク=レプリカが過去のダーク・リクの心を引き剥がして消滅を望むと、引き止めようとはしたものの「レプリカの器でナミネを助けて欲しい」という彼の願いを汲み取ってその消滅を見届けた（この器はデミックスに託している）。その後はソラ、王様と共にアンセム、ゼムナス、ヤング・ゼアノートと交戦。因縁の相手であるアンセムと遂に決着を付け、最後の最後で彼と一種の和解を遂げ、奇妙な寂しさを抱きながら最期を看取る。χブレードの完成によって開いたキングダムハーツの扉を閉じるべく、マスター・ゼアノートをこの世界から切り離す局面になると当初はキーブレードマスターである王様、アクアと共にマスター・ゼアノートを追おうとするも、最終的にソラ、ドナルド、グーフィーに決着を託し、自分達は開きかけるキングダムハーツの扉を食い止める役目を担う。戦いの後はカイリを救うべく旅立ったソラを見送り、リク=レプリカの代理としてグミシップでナミネを迎えに行く。シークレットムービーでは高層ビルの立ち並ぶ街を歩いており、ビルの屋上からヨゾラによって見下ろされていた。
『ReMIND』では世界から消えたソラを探すべく行動している。テラの呼び出しを受けて旅立ちの地を訪れ、幼少期の「テラから愛するものを守る力を教わる」という約束を果たそうとするも、旅立ちの地まで来られる時点で相応の力を手にしているとされた。その後、ソラの手掛かりを探して闇の世界に旅立つテラ、ヴェントゥス、アクアを見送る。それから一年間ソラの行方を探し続けるも手掛かりが得られず、レイディアントガーデンを訪れてレオン達の助力を請う。そこで真XIII機関のデータを調査するも有力が情報が得られず、しかし「ソラの夢にダイブした事のあるリクの夢の中にヒントがある」というフェアリー・ゴッドマザーの助言を受け、本編シークレットムービーで描かれた状況を夢として思い出す。

### キングダム ハーツ メロディ オブ メモリー
カイリの記憶の世界ではDDDパーティの操作キャラとなるが、本物のリクはエンディングにて登場。時系列は『KHIII ReMND』の直後で、リミットカットエピソードの調査を終えた後にフェアリー・ゴッドマザーと共にカイリの所ヘ向かい、光の世界から消えたソラの手かがりの最後の1つであるネームレス・スター（「名もなき星」の彼女）に会うために「終わりの世界」を訪れる。
そこで、リクが夢で見た高層ビルが立ち並ぶ光景は「裏側の世界」にある「クァッドラトゥム」という街だと「彼女」から知らされ、「彼女」のポータルを開いて未知の世界であるクァッドラトゥムへ向かう。

## 能力
マレフィセントに与えられた闇の力を駆使する。『COM』からプレイヤーキャラとして使用可能。Dモードや闇の力（エネミーカード）を自由に使え、二段ジャンプ（二段目で敵の上に瞬間移動）、瞬間移動で回避（残像を残す）、リメイク版ではデュエルなどソラとは違った戦い方、戦略を行えるが、ストック技が少なく（通常では使うことすら出来ない）デッキを自由にくむことが出来ないなどのデメリットも伴った。
『KH2』では、闇の力を利用した魔法や移動術を使ってパーティーキャラ唯一ソラのサポートを中心とした技が多い。ソラとの連携技「エターナルセッション」を使う。
『358/2』ではラスボス、隠しキャラとして参戦。闇の力を解放してバリアをはったり、キーブレードの強化（闇を纏わせ巨大なエネルギー状の刀身を作る）など、多彩な戦法を駆使する。
『KH3』では一時的に操作できるシーンがある。フィニッシュ技「ダークファイガ」を使用できる。ソラのようなキーブレード変形・フォームチェンジのような力はない。

### 武器
ソウルイーター
リクが闇の勢力に力を貸すと決めて、マレフィセントに与えられた闇の魔剣。刀身は赤い皮膜に青い翼支の悪魔の翼で中心に水色の目玉が付いており、逆刃刀のような物。リクの闇の力によって切れ味が上がる。リクのシンボルとしても認識が高く、キーブレードを失っている間はこの武器を愛用していた。直訳すると「魂を喰らう者」という意味になる。初登場は『KH』のトラヴァースタウンでソラの前に現れた時に持っていた。その後もモンストロでソラと共闘する時や、ホロウバスティオンでキーブレードを取り返したソラと戦う時にも使用した。闇の探求者アンセム（ゼアノートのハートレス）もこの武器を使用していた（ただし、こちらは二本のソウルイーターを柄の底部で繋げたようなもの）。『3D』の冒頭では、リクが自分の中に未だ存在する闇の象徴として出現させた。
キーブレード
人の心のキーブレード
闇の探求者アンセムがリクの体を乗っ取ったときに使った武器で、人の心を開く人工的なキーブレード。赤い護拳に黒い剣身で、キーチェーンはついていない。古に伝わる、世界の心が集約されたキングダムハーツへの扉を開けることができる特殊な鍵である。セブンプリンセスの七つの純粋な心を結集させ作り出したが、七人目のプリンセス（カイリ）の心が欠けていた為不完全な状態だった。ソラがこれを自分自身につき刺して、プリンセスの心を解放させたと同時に消滅した。ソラはソラ・ハートレスと化してしまうが、これによってロクサスとナミネが誕生した。
過ぎ去りし思い出
闇を象徴するキーブレード。全体的に黒い刀身で、鍵の歯は漢字の「闇」を象ったものとなっている。キーチェーンはソラのペンダントと同じ形をした黒い王冠。『358/2』では、ラストバトルでロクサスが投げた物をリクが取って使用していた。この時、キーブレードにシオンの意思が混ざっていたため、その影響で彼はシオンのことを名前のみ思い出すこととなった。開発名称は「リクキーブレード」。
ウェイトゥザドーン
ソウルイーターを媒介にして誕生したキーブレード。初登場は存在しなかった世界で、カイリとナミネを助けに現れた。しかし、ザ・ランド・オブ・ドラゴンでソラと会ったときに自分の存在に気づかせるため、わざとこのキーブレードを使用しなかった（前述のソウルイーターを使用した）ことも考えられるため、いつ変化したかは不明である。デザインはソウルイーターの持ち手や剣先に天使の白い羽が加わったもので、名前を直訳すると「夜明けの道」という意味になる。その名の通り光と闇の狭間を象徴するキーブレードだが、ソラのものと同じく光の世界のキーブレードに属する。キーチェーンは人工ハートレスの「エンブレム」マークだが、ハートに茨はついてない。Dモード時のリクの衣装にもついていたマークで、これは完全に闇に染まりきっていないということを示している。
『KH3』では序盤の闇の世界でのハートレスとの激しい戦いの末、折れて使えなくなってしまう。この際に助けてくれたリクの心に現れたもう一人の自分（リク＝レプリカ）の為に闇の海岸に残すことにした。
ブレイブハート
折れてしまったウェイトゥザドーンに代わり、新たに使用するキーブレード。剣の部分はディンプルキーに近い。イェン・シッドからの助言でマーリンを訪ね、そこで手に入れた模様だが作中には描写が無く詳細は不明。